# Kołmackowszczyzna
Kołmackowszczyzna (biał. Калмацкаўшчына; ros. Колмацковщина) – wieś na Białorusi, w obwodzie grodzieńskim, w rejonie nowogródzkim, w sielsowiecie Walówka.
W dwudziestoleciu międzywojennym leżała w Polsce, w województwie nowogródzkim, w powiecie nowogródzkim.